# A Suburbanite's Ingenious Alarm
A Suburbanite's Ingenious Alarm è un cortometraggio muto del 1908 diretto da J. Searle Dawley e Edwin S. Porter. All'inizio della sua carriera, Dawley collaborò più volte nei suoi primi film con Porter.

## Trama
Un impiegato che arriva spesso tardi al lavoro, viene minacciato di licenziamento dal suo datore di lavoro. Per svegliarsi all'ora giusta, l'uomo si mette d'accordo con un amico: quando va a letto, si lega al piede una cordicella che arriva fino alla camera dell'amico. La mattina, l'amico tirerà la corda, svegliandolo. Ma di notte, un ubriaco in strade incappa nella corda, tirandola. Svegliato a sproposito, l'impiegato rovescia seccato dell'acqua sull'ubriaco che cercherà poi di vendicarsi.

## Produzione
Il film fu prodotto dalla Edison Manufacturing Company nel dicembre 1907.

## Distribuzione
Distribuito dall'Edison Manufacturing Company, il film uscì nelle sale il 4 gennaio 1908.